# Йовково
Йо́вково (болг. Йовково) — село в Добрицькій області Болгарії. Входить до складу общини Генерал-Тошево.

## Населення
За даними перепису населення 2011 року у селі проживали 292 особи.
Національний склад населення села:
| Національність   | Кількість осіб | Відсоток |
| ---------------- | -------------- | -------- |
| турки            | 234            | 80,1%    |
| болгари          | 20             | 6,8%     |
| цигани           | 0              | 0%       |
| Всього відповіли | 292            |          |

Розподіл населення за віком у 2011 році:
Динаміка населення: